# Gerhard Brandl
Gerhard Brandl (* 1958 in Linz) ist ein österreichischer Galerist, Maler und Grafiker. Von 1990 bis 1995 betrieb er in Linz eine eigene Galerie. Von 2003 bis 2006 war er Präsident der Künstlervereinigung MAERZ.

## Leben und Wirken
Brandl studierte von 1985 bis 1992 Malerei und Grafik an der Universität für künstlerische und industrielle Gestaltung Linz. Von 1990 bis 1995 betrieb er die temporäre Galerie B. 2003 absolvierte er einen Studienaufenthalt in London. Der Künstler ist seit 1996 Mitglied der Künstlervereinigung MAERZ. Er kuratierte in der Galerie März mehrfach Ausstellungen der Mitglieder.

## Werke
- Ambo und Beistelltisch, Priesterseminar Linz

## Ausstellungen (Auswahl)
Brandl präsentiert seine Werke seit 1996 vor allem in privaten und öffentlichen Galerien und Museen in Linz und in Oberösterreich im Rahmen von Einzel- und Gemeinschaftsausstellungen.
- Galerie MAERZ (Subtile Räume 1996, 1998, 2001, 2006, 2009, 2010, 2011, 2012, 2013)
- Diözesanmuseum Linz (1998)
- Nordico (Projekt Re 1998 und 2002, 2003, 2011)
- Galerie im Stifterhaus (1999)
- Architekturforum Oberösterreich (2005)
- Artemons (2010)

## Publikationen
- Mit Regina Pintar: Formuliert – Konvergenzen von Schrift und Bild, Ausstellung zu Christoph Raffetseder und Rosemarie Heidler im Lentos, 2009, Weitra, 2009
- Mit Ottmar Premstaller: Erich Schöner, ein Exlibriskünstler aus der Wachau, Österreichische Exlibris-Gesellschaft (Hrsg.), Wien, 1998
- Mehrere Begleitpublikationen und Ausstellungskataloge zu Ausstellungen der Galerie März  als Autor bzw. Herausgeber, 1998 bis 2001, Edition Gruppe für Angewandte Texte, Linz

## Auszeichnungen
- 1. Preis des Kiwanis Druckgrafikwettbewerbes (1999)